# Lista dos inimigos de Richard Nixon

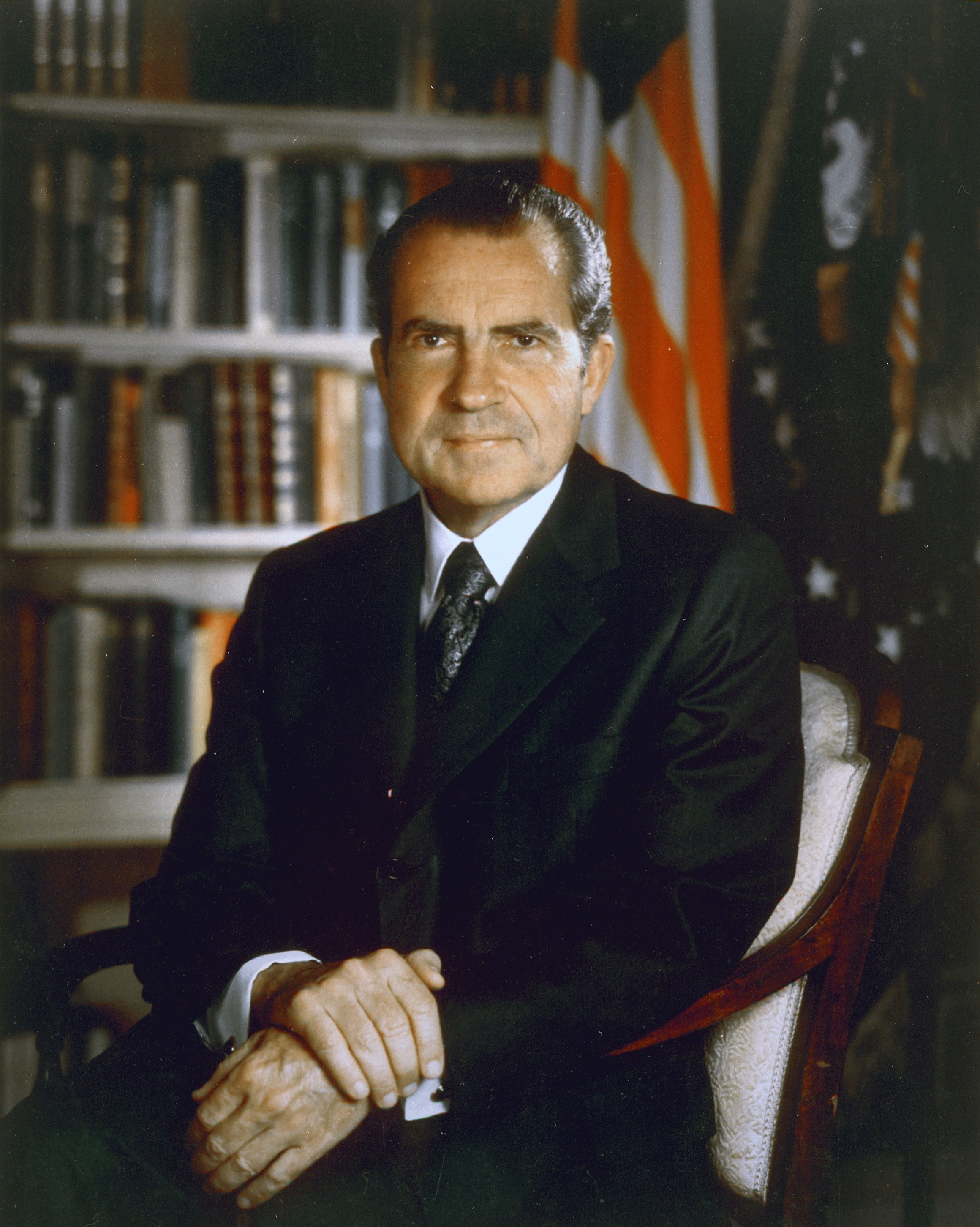
Fotografia oficial de Nixon, tirada em 1971.

A lista dos inimigos de Richard Nixon foi compilada pelo conselheiro especial do então presidente dos Estados Unidos, Charles Colson, redigida por George T. Bell (assistente de Colson) e enviada na forma de memorando para o então conselheiro da Casa Branca, John Dean, em 9 de setembro de 1971. A lista tornou-se conhecida quando Dean mencionou a existência de uma lista contendo os nomes de personalidades as quais o presidente não gostava durante seu depoimento na CPI do Caso Watergate no Senado dos Estados Unidos. O jornalista Daniel Schorr, que não sabia que estava na lista, conseguiu obter uma cópia da mesma no mesmo dia.

## Propósito

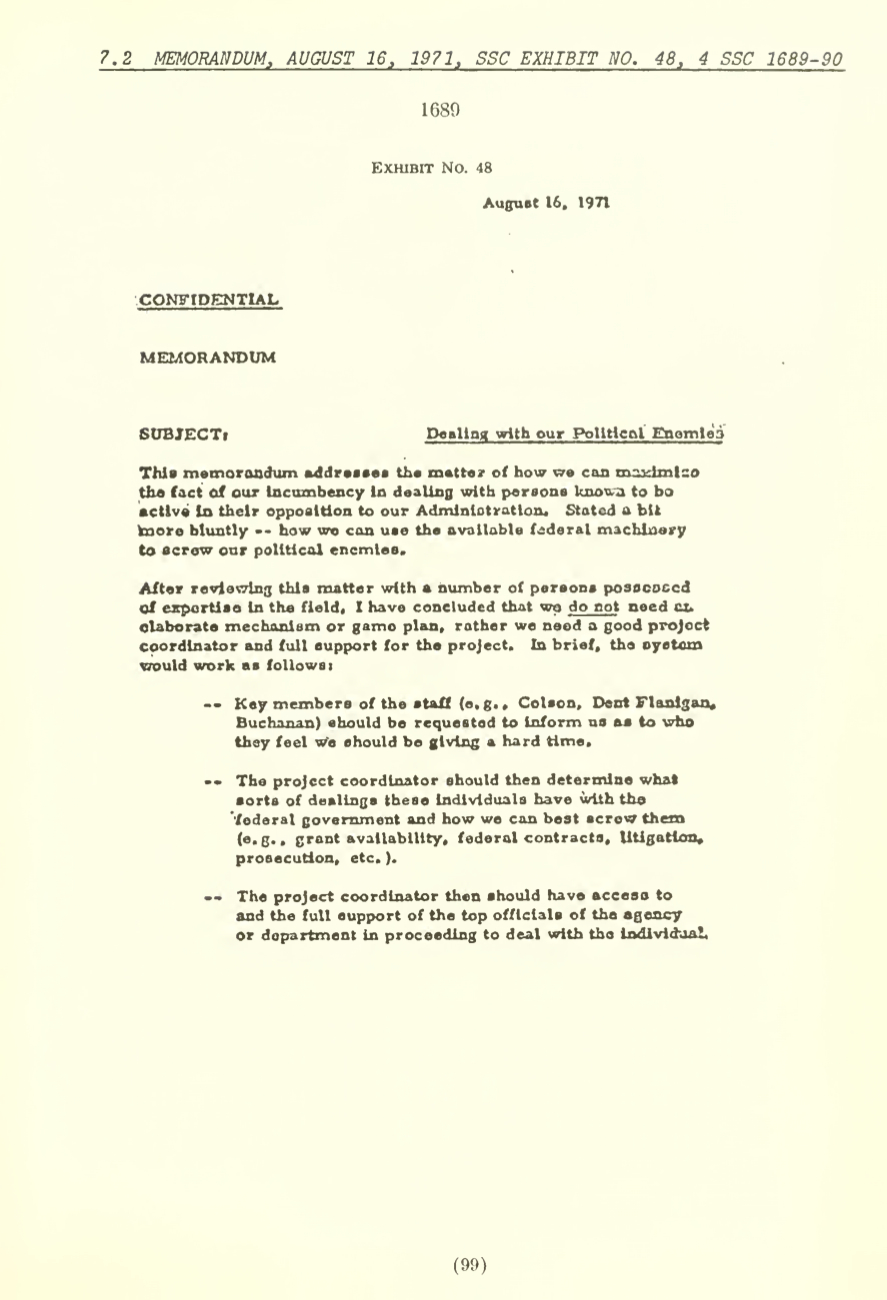
O memorando de Dean para Higby, datado de 16 de agosto de 1971.

O propósito oficial da lista, conforme descrito pelo conselheiro da Casa Branca, era "foder" os inimigos políticos de Nixon, através de auditorias da Receita Federal (Internal Revenue Service – IRS) e da manipulação de "pedidos de empréstimo, contratos federais, casos de litígio e de acusações". No memorando enviado por Dean ao empresário Lawrence Higby, então assessor do Chefe de Gabinete da Casa Branca em 16 de agosto de 1971, o conselheiro da Casa Branca explica o propósito da lista: "Esse memorando aborda o assunto de como podemos maximizar nossa incumbência em lidar com pessoas conhecidas por sua oposição ao nosso governo; dito de forma mais brusca—como podemos usar a máquina federal disponível para foder nossos inimigos políticos". O secretário da Receita, Donald C. Alexander, se recusou a promover auditorias contra as pessoas cujos nomes apareciam na lista.

## A lista
Os 20 nomes no memorando apareceram na seguinte ordem:
1. Arnold Picker
2. Alexander E. Barkan
3. Edwin Guthman
4. Maxwell Dane
5. Charles Dyson
6. Howard Stein
7. Allard Lowenstein
8. Morton Halperin
9. Leonard Woodcock
10. S. Sterling Munro, Jr.
11. Bernard T. Feld
12. Sidney Davidoff
13. John Conyers
14. Samuel M. Lambert
15. Stewart Rawlings Mott
16. Ron Dellums
17. Daniel Schorr
18. S. Harrison Dogole
19. Paul Newman
20. Mary McGrory

## Lista ampliada
Mais tarde, uma lista ampliada dos inimigos de Richard Nixon tornou-se pública. Segundo Dean, Colson compilou centenas de nomes numa "lista principal", que mudava constantemente. Em 20 de dezembro de 1973, a comissão do Congresso responsável pela fiscalização do IRS concluiu que o órgão não promoveu um número atípico de auditorias fiscais das pessoas cujos nomes estavam na lista. O relatório final da comissão revelou a existência de uma lista com cerca de 580 nomes de pessoas que apoiaram a campanha de George McGovern à presidência em 1972, dada ao secretário da Receita Johnnie Walters por John Dean em 11 de setembro de 1972. O Washington Post publicou a lista inteira no dia seguinte à publicação do relatório, enquanto o New York Times apenas mencionou-a em alguns parágrafos na página 21.

## Recepção
O jornalista Daniel Schorr e o ator Paul Newman declararam, ambos, que estar incluído na lista era uma honra. Quando a lista foi revelada, Schorr leu-a ao vivo na televisão, sem saber que ele mesmo estava incluído na lista até seu nome aparecer.